# Maneater (canción de Hall & Oates)
«Maneater» es el sencillo extraído en 1982 del álbum H2O, del dúo estadounidense Hall & Oates, alcanzando el #1 en el Billboard Hot 100. En España fue lanzado bajo el título «Devoradora de hombres».

## Vídeo musical
En el vídeo se ve tocando al grupo mientras aparece una mujer interpretada por Cristina Ostoja que por momentos se transforma en una pantera, haciendo referencia a la letra de la canción.

## Versiones
- En 1998, la banda de Las Vegas The Kickwurmz lanzó dos versiones de la canción: una original y un remix titulado Man Eata' Digital Media House.
- En 2010, el grupo de jazz / electrónica The Bird and the Bee grabó su versión en el álbum titulado Interpreting the Masters Volume 1: A Tribute to Daryl Hall and John Oates que incluye los coros de la vocalista de Garbage, Shirley Manson.
- En 2011, la banda de rock Harvey Danger grabó su versión para su álbum Dead Sea Scrolls.
- En 2011, la banda de rock indie The Wooden Birds versionó esta canción como un lado B de su sencillo "Two Matchsticks".
- En 2011, el grupo de rockabilly The Koffin Kats grabó un cover de esta canción para el álbum Rockabilly and Psychobilly Madness, el cual incluye dedicado a la liberación otras versiones de famosas canciones de música pop en el estilo rockabilly y psychobilly.
- En 2013, Grace Mitchell interpretó esta canción para la banda sonora original de la película La vida secreta de Walter Mitty.
- En 2020, Miley Cyrus interpretó esta canción en The Tonight Show Starring Jimmy Fallon.

## Lista de canciones
Estados Unidos – Vinilo de 7"
1. Maneater – 4:30
2. One On One – 3:53

Europa, Japón, Australia y Nueva Zelanda – Vinilo de 7"
1. Maneater – 4:30
2. Delayed Reaction – 4:00

## Posicionamiento en listas
| Lista (1982–83)                                        | Mejor posición |
| ------------------------------------------------------ | -------------- |
| Alemania (Media Control AG)                            | 15             |
| Australia (Kent Music Report)                          | 4              |
| Bélgica (Flandes) (Ultratop 50)                        | 8              |
| Canadá (RPM Top Singles)                               | 4              |
| España (AFYVE)                                         | 1              |
| Estados Unidos (Billboard Hot 100)                     | 1              |
| Estados Unidos (Radio & Records CHR/Pop Airplay Chart) | 1              |
| Estados Unidos (Billboard Adult Contemporary)          | 14             |
| Estados Unidos (Hot Dance Club Play)                   | 18             |
| Estados Unidos (Mainstream Rock Tracks)                | 18             |
| Estados Unidos (Hot R&B Singles)                       | 78             |
| Irlanda (IRMA)                                         | 8              |
| Noruega (VG-lista)                                     | 6              |
| Nueva Zelanda (Recorded Music NZ)                      | 4              |
| Países Bajos (Dutch Top 40)                            | 17             |
| Reino Unido (Official Charts Company)                  | 6              |
| Sudáfrica (Springbok Chart)                            | 2              |
| Suecia (Sverigetopplistan)                             | 5              |
| Suiza (Schweizer Hitparade)                            | 2              |

### Sucesión en listas
| Anterior: «Mickey» de Toni Basil | Billboard Hot 100 — Sencillo Nro 1 18 de diciembre de 1982 — 8 de enero de 1983 | Siguiente: «Down Under» de Men at Work |